# Södra Saffransgölen
Södra Saffransgölen är en sjö i Karlskrona kommun i Blekinge och ingår i Nättrabyån-Ronnebyåns kustområde.